# Карлос Алберто Парейра
Вижте пояснителната страница за други личности с името Карлос Алберто.
Карлос Алберто Гомеш Перейра (на португалски: Carlos Alberto Gomes Parreira) е бразилски футболен треньор. Той е единственият треньор, водил шест различни отбора на световно първенство.

## Кариера
Започва да се занимава с треньорство на едва 24 години. Година по-късно заминава за Гана, първоначално бидейки треньор на Асанте Катоко, а след това и национален селекционер на Гана. С „черните звезди“ достига до финал за Купата на африканските нации през 1970. През същата година е и помощник-треньор в щаба на бразилския национален отбор по време на Световното първенство през 1970 г.
През 1975 година се завръща в Бразилия и в продължение на три години води местния Флуминензе.
От 1978 г. поема националния отбор на Кувейт, с който са свързани първите му по-сериозни успехи. През 1980 отборът на емирството печели историческа Купа на Азия, а две години по-късно успява за пръв и за сега единствен път, да се класира на Световно първенство.
Постиженията му не остават незабелязани, и година след участието на Световното първенство през 1982 поема родната Бразилия. Със „Селесао“ достига финал за Копа Америка през 1983, но губи от Уругвай. От 1985 до 1986 е треньор на Флуминензе.
През периода 1985 – 1988 е мениджър на националния отбор на Обединените арабски емирства. От 1988 до 1990 води Саудитска Арабия, а през 1990 – 1991 – отново Обединените арабски емирства.
През 1991 година се завръща на треньорския пост на Бразилия, с чийто тим става световен шампион през 1994 г.
Последват престои за по един сезон във Валенсия, Фенербахче, Сао Пауло и МетроСтарс.
За световното първенство през 1998 се завръща като треньор на Саудитска Арабия.
Между 1998 и 2003 е начело на отборите на Флуминензе, Атлетико Минейро, Интернасионал и Коринтианс.
През 2003 г. става селекционер на „Селесао“ за трети път в кариерата си. Печели Копа Америка през 2004. На световното първенство през 2006 отпада на 1/4-финал след поражение от Франция.
През 2007 поема ЮАР. През 2010 участва на световно първенство, но ръководеният от него отбор отпада в груповата фаза.

## Успехи

### Като треньор

#### Клубни
Флуминензе
- Шампион на Бразилия (1): 1984
- Шампион на Трета бразилска дивизия (1): 1999

 Фенербахче
- Шампион на Турция (1): 1995/96

 Коринтианс
- Шампион на Сао Пауло (1): 2002
- Носител на Купата на Бразилия (1): 2002

#### Национални
Кувейт
- Носител на Купата на Азия (1): 1980
- Участник на Световно първенство (1): 1982

 Бразилия
- Световен шампион (1): 1994
- Носител на Копа Америка (1): 2004
- Носител на Купата на конфедерациите (1): 2005

 Саудитска Арабия
- Носител на Купата на Азия (1): 1988